# Chapell House
Chapell House ist der Name einer Villa in der schottischen Stadt Barrhead in der Council Area East Renfrewshire. 1971 wurde das Gebäude in die schottischen Denkmallisten in der Kategorie B aufgenommen. Die östlich gelegenen, zugehörigen Stallungen sind als Einzeldenkmal ebenfalls in der Kategorie B gelistet. Ein Denkmalensemble besteht nicht.

## Chapell House
Der Kern von Chapell House stammt wahrscheinlich aus dem Jahre 1757. Um 1800 wurden dann Anbauten hinzugefügt. Die Villa ist zweistöckig und besitzt ein ausgebautes Dachgeschoss. Eine Ausnahme bildet der im Westen abzweigende Flügel, der nur einstöckig gebaut ist. Der Eingangsbereich ist von Blendpfeilern umrahmt. Die Fenster sind mit Faschen verziert und die Gebäudekanten mit Ecksteinen verziert. Alle Fassaden sind im traditionellen Stil des westlichen Schottlands mit Harl verputzt.

## Stallungen
Die Stallungen befinden sich wenige Meter östlich des Hauptgebäudes und sind durch eine Umfriedungsmauer mit diesem verbunden. Sie weisen einen quadratischen Grundriss auf, wobei ein Innenhof auf drei Seiten von Gebäuden und auf der rückwärtigen Seite von einer Mauer umschlossen wird. Dieser ist durch einen bogenförmigen Torweg aus nördlicher Richtung zugänglich. Der Torweg ist verziert und mit einem Dreiecksgiebel bekrönt.